# Gheorghe I. Bodea
Gheorghe I. Bodea (n. 17 iulie 1939, Someșeni, Cluj - d. 18 aprilie 2012, Budapesta) a fost un istoric și cercetător român.  

## Viața și activitatea
Gheorghe I. Bodea  s-a născut la 17 iulie 1939, la Someșeni, în județul Cluj.  A urmat studiile secundare la Baia Mare, iar pe cele superioare la Cluj, la Universitatea Babeș-Bolyai, în cadrul Facultății de Istorie și Filosofie , obținând titlul de doctor în istorie, în anul 1973. A fost cercetător științific al Institutului de studii istorice și social-politice de pe lângă Comitetul Central al Partidului Comunist Român, filiala Cluj. A manifestat interes pentru temele de istorie modernă și contemporană, cercetând de-a lungul carierei diverse subiecte ce țin de lupta de eliberare națională a românilor din Transilvania, până în anul realizării Marii Uniri, de mișcarea cu caracter muncitoresc și antifascist din anii 1933, respectiv 1940, rezistența din nordul Transilvaniei îndreptată împotriva ocupației horthyste, dintre anii 1940-1944. De asemenea, istoricul a avut o contribuție semnificativă și în realizarea unor culegeri referitoare la istoria presei muncitorești și la luptele greviste care au loc în spațiul românesc. 

## Opera
Studii și lucrări:
- Acțiuni revoluționare ale minerilor de la Aghireși-Șorecani din anii 1929-1932 ,în Acta Musei Napocensis, II (1965), p. 565-580.
- Din acțiunile populației regiunii Maramureș pentru eliberarea întregului teritoriu al patriei și zdrobirea fascismului (23 august 1944- 25 octombrie 1944), în Acta Musei Napocensis, III (1965), p. 351-365.
- Din lupta de rezistență antifascistă a populației județului Satu Mare în anii 1940 - 1944, în „Satu Mare. Studii și comunicări", 1969, p. 5-23.
- Cluj, pagini de istorie revoluționară 1848 -1971, Cluj, 1971, 418 p.
- Presa muncitorească și socialistă din România, vol. III (1917-1921), București,1971, coautor.